# Kaspar Flütsch
Kaspar Flütsch (Luzein, 20 giugno 1986) è un ex snowboarder svizzero.

## Palmarès

### Coppa del Mondo
- Miglior piazzamento nella Coppa del Mondo di parallelo: 13º nel 2017
- Miglior piazzamento nella Coppa del Mondo di slalom parallelo: 7º nel 2017
- Miglior piazzamento nella Coppa del Mondo di slalom gigante parallelo: 10º nel 2015
- 2 podi:
  - 2 secondi posti